# (3911) Otomo
(3911) Otomo ist ein Asteroid des Hauptgürtels, der am 31. August 1940 vom deutschen Astronomen Karl Wilhelm Reinmuth an der Landessternwarte Heidelberg-Königstuhl (IAU-Code 024) bei Heidelberg entdeckt wurde.
Der Asteroid wurde nach dem japanischen Astronomen Satoru Ōtomo (* 1957) benannt.